# Acido pectico
L'acido pectico (noto anche come acido poligalatturonico) è un polisaccaride insolubile in acqua, presente nella frutta matura e in alcune verdure. Si tratta del prodotto della naturale degradazione enzimatica della pectina durante il processo di maturazione della frutta, reazione catalizzata dall'enzima pectinesterasi.